# Maria Fátima Vaz
Maria Fátima Vaz ist eine Politikerin aus Osttimor. Sie ist Mitglied der FRETILIN.
Vaz kandidierte bei den Wahlen 2001 auf Platz 51 der FRETILIN-Liste für die Verfassunggebende Versammlung, aus der mit der Entlassung in die Unabhängigkeit am 20. Mai 2002 das Nationalparlament Osttimors wurde. Da die FRETILIN aber 12 Distriktmandate und nur 55 Sitze insgesamt gewann, gelang Vaz der Einzug zunächst nicht. Erst als Abgeordnete auf ihren Sitz verzichteten, weil sie Regierungsämter übernahmen oder aus anderen Gründen, rückte Vaz als vierter Ersatzabgeordnete in das Parlament nach.
Bei den Parlamentswahlen in Osttimor 2007 trat Vaz nicht mehr an.